# استین کولیر
استین کولیر (انگلیسی: Austin Collier; ۲۴ ژوئیهٔ ۱۹۱۴ – مه ۱۹۹۱ (aged 76)) بازیکن فوتبال اهل بریتانیا بود.
از باشگاه‌هایی که در آن بازی کرده‌است می‌توان به باشگاه فوتبال منزفیلد تاون، باشگاه فوتبال یورک سیتی، باشگاه فوتبال هیبرنین، باشگاه فوتبال روچدیل، باشگاه فوتبال سلتیک، و باشگاه فوتبال پاتریک تیسل اشاره کرد.